# Upplands runinskrifter Fv1967;262A
Upplands runinskrifter Fv1967;262A är ett vikingatida runstensfragment av sandsten funnet i Klockargården, Eds socken och Upplands-Väsby kommun. Runstensfragmentet är 38 gånger 23 centimeter. Runhöjden är 4,5 centimeter. Innanför runslingan finns delar av ett ornamentalt kors. Ristningen är grund men tydlig.

## Inskriften
Translitterering av runraden:
... ...a · mirki ...
Normalisering till runsvenska:
... [gær]a mærki ...
Översättning till nusvenska:
... gjorde landmärket ...